# Obrium peculiare
Obrium peculiare es una especie de escarabajo longicornio del género Obrium, categorizada en la tribu Obriini, de la subfamilia Cerambycinae. Fue descrita por Martins & Galileo en 2011.

## Descripción
Mide 4 mm de longitud.

## Distribución
Se distribuye por Trinidad y Tobago.